# Antonio Fresco
Miguel Antonio Matos (Silver Spring (Maryland), Estados Unidos, 1 de septiembre de 1983), conocido por su nombre artístico Antonio Fresco, es un DJ estadounidense, productor discográfico y personalidad de radio. Es afrolatinoamericano de ascendencia dominicana y puertorriqueña.

## Carrera
Fresco es una ex personalidad de radio y DJ de la mejor estación de radio rítmica, 97.9 The Beat en Dallas, Texas. Durante su mandato en la estación de radio, Antonio entrevistó muchos actos notables como los raperos Nelly, B.o.B y el exgrupo de chicas, OMG Girlz. Mientras vivía en Dallas, y en el aire, usó el nombre M-Squared. En noviembre de 2011, Fresco produjo y organizó una vídeo llamado M-Squared Presents The Understanding - DFW Cypher que se presentó a sí mismo y a 6 artistas musicales, incluido B-Hamp, del área de Dallas Fort Worth. El video musical del cypher apareció en la publicación del área de Dallas, D Magazine. En abril de 2014, fue elegido Mejor DJ por Dallas Weekly, un periódico del área de Dallas.
Fresco se unió al cantante Jonn Hart y al productor Clayton William para lanzar una canción trampa llamada Blow It. Blow It fue relanzado bajo el nombre de artista Hella Louud (grupo formado por Hart y William) con Antonio Fresco.
En 2016, Fresco lanzó la canción Light It Up, que fue su único lanzamiento oficial del año. La canción estaba al estilo de melbourne bounce, que es un subgénero de electro house. Más tarde ese año, en agosto de 2016, Fresco hizo un remix no oficial de la canción de Calvin Harris y Rihanna This Is What You Came For.
En junio de 2017, Fresco colaboró con el cantante Kennis Clark para lanzar la canción Bout Time. El vídeo musical, dirigido por el Príncipe Domonick, se realizó en colaboración con la Escuela de Cine de Nueva York como uno de sus proyectos de Industry Lab. Su canción After Party llegó más tarde ese año, seguida de Lose Myself, que es una canción que tiene influencias dance pop y dancehall.

## Discografía

### Sencillos
- 2015 "Blow it" with Jonn Hart & Clayton William[21]
- 2016 "Light It Up"[22]
- 2017 "Bout Time" with Kennis Clark[23]
- 2017 "Lose Myself" featuring Wes Joseph[1]
- 2019 "Rattlesnake" with Patricia Possollo featuring Lorena J'zel[24]
- 2020 "Make Ya Move"[25]
- 2020 "Leading Me On"[26]

### Remixes
- 2020 Halsey - Graveyard (Antonio Fresco Remix)[27]
- 2020 Ariana Grande, Miley Cyrus y Lana Del Rey - Don't Call Me Angel (Antonio Fresco Remix)